# Tripalmitina
A tripalmitina é um glicérido do ácido palmítico, ou seja, é o tripalmitato de glicerol. É um óleo que se encontra no óleo de palma e noutros óleos ou gorduras.